# Alberto Vilasboas dos Reis
Alberto Vilasboas dos Reis, mais conhecido como Bebeto ou ainda O Canhão da Serra, (Soledade, 7 de setembro de 1946 – Porto Alegre, 19 de setembro de 2003) foi um ex-futebolista brasileiro que atuou como atacante. Famoso pela quantidade de gols e pela força de seus chutes.
Acredita-se que tenha marcado cerca de 600 gols durante a carreira. No livro "Bebeto – O Canhão da Serra", publicado em 2010, o jornalista Lucas Scherer contabilizou 395 gols de Bebeto por clubes profissionais, mais três gols por seleções ou combinados. Só pelo Gaúcho, de Passo Fundo, o atacante marcou 267 gols, o que faz dele um dos maiores artilheiros do futebol brasileiro por um único clube. Não ficaram registros dos gols da época em que atuou como amador e juvenil pelo Pampeiro de Soledade.

## A carreira
O Grêmio Esportivo Pampeiro de sua cidade natal, foi o seu primeiro clube, em 1959, ainda como juvenil. Posteriormente foi contratado pelo 14 de Julho de Passo Fundo, em 1966, de onde foi para o Sport Clube Gaúcho no ano seguinte. Defendeu o Sport Club Internacional em duas oportunidades, em 1968 e 1976-1977 e o Grêmio Foot-Ball Porto Alegrense em 1970 e 1971. Atuou também no Corinthians de São Paulo, America do Rio de Janeiro, Bahia, Caxias, Inter de Santa Maria, Juventus de São Paulo entre outras equipes. Teve uma grande fase no Caxias, onde jogou os Campeonatos Brasileiros de 1976, 1977 e 1978, marcando 25 gols em 60 jogos. No time jogava ainda o zagueiro Luiz Felipe Scolari.
Foi Pedro Gronewalt, então presidente do 14 de julho, quem trouxe de Soledade o jovem promissor. Aqui chegou sem fama, vindo do Grêmio Esportivo Pampeiro, mas prometendo muito. Após a passagem pelo 14, firmou-se no Gaúcho e conseguiu, ao longo do tempo, cultivar um amor pelo clube alviverde. Com orgulho dizia ser Gaúcho de coração.
A chegada ocorreu em 1965. Passo Fundo candidatava-se à conquista do Estadual da Série B. Na final, o Gaúcho enfrentou o Foot-Ball Club Riograndense e contentou-se com o segundo lugar. No ano seguinte, com a mesma formação, sagrou-se campeão estadual e ingressou, pioneiramente, na divisão especial.
A direção alviverde, então entre os grandes do estado, procurou dar pequenos retoques na equipe e o primeiro nome foi o de Bebeto que, já em 1967, era titular. Naquele momento iniciava uma longa e brilhante carreira, passando a ser conhecido como o "Canhão da Serra". Mesmo tendo vivido a maior parte da carreira com a camisa nove do Gaúcho, teve passagens brilhantes pelo Internacional, Grêmio, Caxias, América/RJ e Bahia, no qual sagrou-se campeão estadual.
Sagrou-se campeão Baiano pelo Bahia e da segundona pelo Gaúcho. Bebeto foi o artilheiro do Gauchão em 1973 com 13 gols e em 1975 juntamente com Tarcísio, do Grêmio. Em ambas as oportunidades defendia o Gaúcho de Passo Fundo. Encerrou sua carreira em 1984, defendendo o verdão passofundense, um clube que está identificado com sua carreira futebolística. Tanto que foi um bem sucedido técnico de nosso futebol, orientando o Gaúcho de Passo Fundo.

## Gols inesquecíveis
Foram os marcados contra o Grêmio, defendendo o Gaúcho, em 1976; contra o Flamengo do Rio, em pleno Maracanã no empate de um gol pelo Caxias e na vitória ante o Inter, no Estádio Beira-Rio, também pelo Grená Caxiense. Os melhores centroavantes que viu atuar foram Alcindo e Claudiomiro no futebol gaúcho e Reinaldo no Futebol Nacional. Figueroa foi o zagueiro que lhe marcou melhor. Entre os inúmeros técnicos que o orientaram destaca o saudoso Marco Eugênio o seu lançador no Gaúcho, o Machado, Flávio Costa, Aimoré Moreira, Osvaldo Brandão e Rubens Minelli. Quando garoto, o seu ídolo foi Pelé.

## Fim de carreira
Estava escrito que Bebeto encerraria a marcante vida profissional no futebol na cidade em que havia começado. Em 1984, Bebeto, então com 39 anos e atuando mais recuado, jogando pelo Gaúcho, participou da volta do periquito à divisão especial, e no ano seguinte enquanto o Gaúcho jogava a primeira divisão, Bebeto jogara algumas poucas partidas pelo 14 de julho, até encerrar a carreira de jogador.
Bebeto, levado pelas mãos de Daniel Winick (nesta época o presidente do Sport Clube Gaúcho era Augusto Ghion), iniciou a carreira de técnico no Gaúcho e passou por grandes equipes gaúchas e brasileiras. É um nome que o tempo não poderá levar ao esquecimento.
Bebeto faleceu em 19 de setembro de 2003, aos 57 anos de idade, em Porto Alegre, depois de complicações de um transplante de fígado. Seu corpo veio para Passo Fundo, onde foi velado no salão nobre da Câmara de Vereadores. Depois foi levado por centenas de torcedores e amigos para o Cemitério Memorial da Paz. Deixou a esposa Elaine, a filha psicóloga Luciara e o filho advogado que leva o seu nome, Alberto.

## Títulos como jogador

### Pampeiro
- Campeonato Gaúcho Amador: 1961, 1964
- Campeonato de Soledade: 1962, 1963
- Supercampeonato de Soledade: 1964
- Campeonato Juvenil de Soledade: 1959, 1960

### 14 de Julho-PF
- Torneio Início de Passo Fundo: 1966

### Bahia
- Campeonato Baiano: 1971

### Seleção Gaúcha do Interior
- Copa Atlântico: 1974

### Caxias
- Campeonato Gaúcho do Interior: 1977, 1978

### Internacional-SM
- Campeonato Gaúcho do Interior: 1980

### Gaúcho
- Taça Cidade de Erechim: 1982
- Campeonato Gaúcho da Segunda Divisão: 1984

## Artilharia
- Campeonato Gaúcho: 1973 – (13 gols) Gaúcho
- Campeonato Gaúcho: 1975 – (13 gols) Gaúcho
- Campeonato Gaúcho da Segunda Divisão: 1966 – (19 gols) 14 de Julho
- Campeonato Gaúcho da Segunda Divisão: 1984 – (19 gols) Gaúcho
- Copa Governador do Estado: 1972 – (15 gols) Gaúcho
- Copa Governador do Estado: 1973 – (13 gols) Gaúcho
- Copa Governador do Estado: 1975 – (10 gols) Gaúcho
- Campeonato Gaúcho Amador: 1964 – (sem registro dos gols) Pampeiro

## Títulos como treinador

### Brasil-FA
- Campeonato Gaúcho da Segunda Divisão: 1992

#### Gaúcho
- Campeonato Gaúcho da Terceira Divisão: 2000